# Gundars Bērziņš

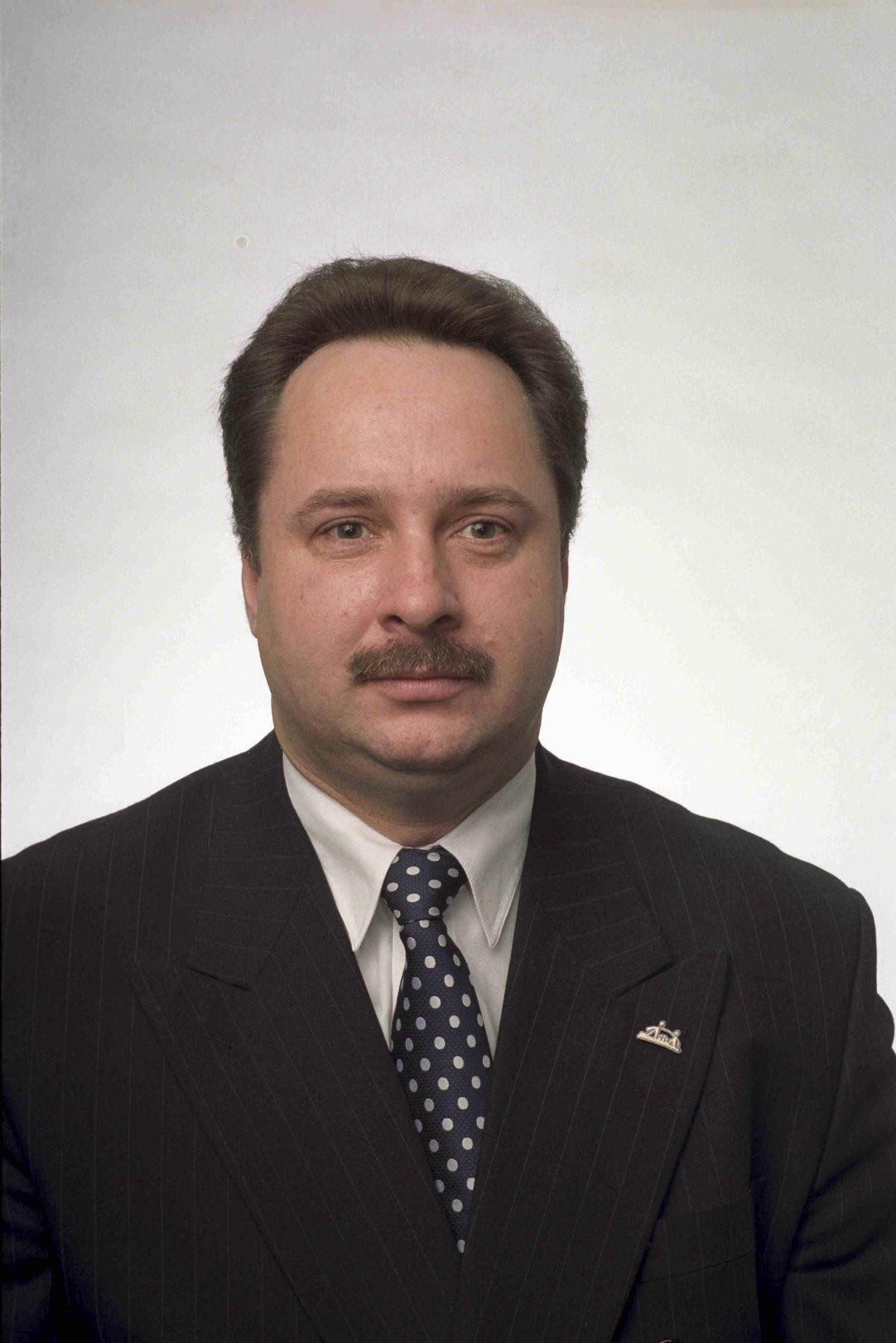
Gundars Bērziņš (2010)

Gundars Bērziņš (* 26. September 1959 im Bezirk Jēkabpils, Lettische Sozialistische Sowjetrepublik; † 8. Januar 2023) war ein lettischer Politiker der Latvijas Zemnieku savienība und später der Tautas partija, der von 1993 bis 1995 sowie von 1998 bis 2010 Mitglied der Saeima, des lettischen Parlaments, sowie zwischen 2000 und 2002 Finanzminister war. Er fungierte ferner von 2004 bis 2007 als Gesundheitsminister und 2006 kurzzeitig als kommissarischer Verteidigungsminister.

## Leben
Gundars Bērziņš, der aus einer Bauernfamilie stammte, begann nach dem Schulbesuch ein Studium an der Fakultät für Mechanik und Maschinenbau des Polytechnischen Instituts Riga und schloss dieses 1983 ab. Er arbeitete von 1983 bis 1985 im Ministerium für Verkehr und Straßenmanagement, zwischen 1985 und 1989 im Ministerium für Straßenverkehr und Autobahnen und war von 1989 bis 1993 Landwirt. Er war als Buchhalter tätig und wurde bei der Parlamentswahl am 5. und 6. Juni 1993 für den Bauernverband Lettlands LZS (Latvijas Zemnieku savienība) erstmals zum Mitglied der Saeima, des lettischen Parlaments, gewählt. Dem Parlament gehörte er nach seinen Wiederwahlen am 30. September und 1. Oktober 1995, am 3. Oktober 1998, 5. Oktober 2002 und 7. Oktober 2006 in der fünften Legislaturperiode (1993 bis 1995) sowie in der siebten bis neunten Legislaturperiode (1998 bis 2010) an, wobei er ab 1998 die Volkspartei TP (Tautas partija) vertrat. Er war 1993 und 1994 Parlamentarischer Sekretär des Landwirtschaftsministeriums, von 1995 bis 1997 Berater von Ministerpräsident Andris Šķēle sowie zwischen 1995 und 1999 Vorstandsmitglied der „Unibanka“. Er amtierte vom 11. November 1998 bis zum 18. Mai 2000 als Vorsitzender der TP-Fraktion in der Saeima und wurde am 5. Mai 2000 als Finanzminister in das Kabinett Bērziņš berufen. Dieses Ministeramt bekleidete er bis zum 7. November 2002.
Am 2. Dezember 2004 übernahm Bērziņš im Kabinett Kalvītis I das Amt des Gesundheitsministers und bekleidete dieses zwischen dem 7. November 2006 und dem 17. Januar 2007 auch im Kabinett Kalvītis II, woraufhin Ministerpräsident Aigars Kalvītis kurzzeitig kommissarischer Gesundheitsminister war und Vinets Veldre am 25. Januar 2007 neuer Gesundheitsminister wurde. Nach dem Rücktritt von Linda Mūrniece fungierte er im zweiten Kabinett Kalvītis vom 7. April 2006 bis zum Amtsantritt von Atis Slakteris am 8. April 2006 kurzzeitig auch als kommissarischer Verteidigungsminister. Nach seinem Ausscheiden aus der Regierung nahm er gemäß Artikel 5 Absatz 2 der Geschäftsordnung der Saeima seine Tätigkeit als Abgeordneter wieder auf.
Nach seinem Ausscheiden aus dem Parlament am 2. November 2010 widmete sich Gundars Bērziņš der Verwaltung seines Grundbesitzes. Er war Eigentümer des Bauernhofs „Delles“ im Bezirk Jēkabpils und verwaltete nach Berichten aus dem Jahr 2009 insgesamt 665 Hektar Land, verteilt auf 15 Grundstücke mit hauptsächlich landwirtschaftlicher Flächennutzung, was ihn zu dieser Zeit zu einem der 100 größten Landbesitzer Lettlands machte.